# Steinfurt

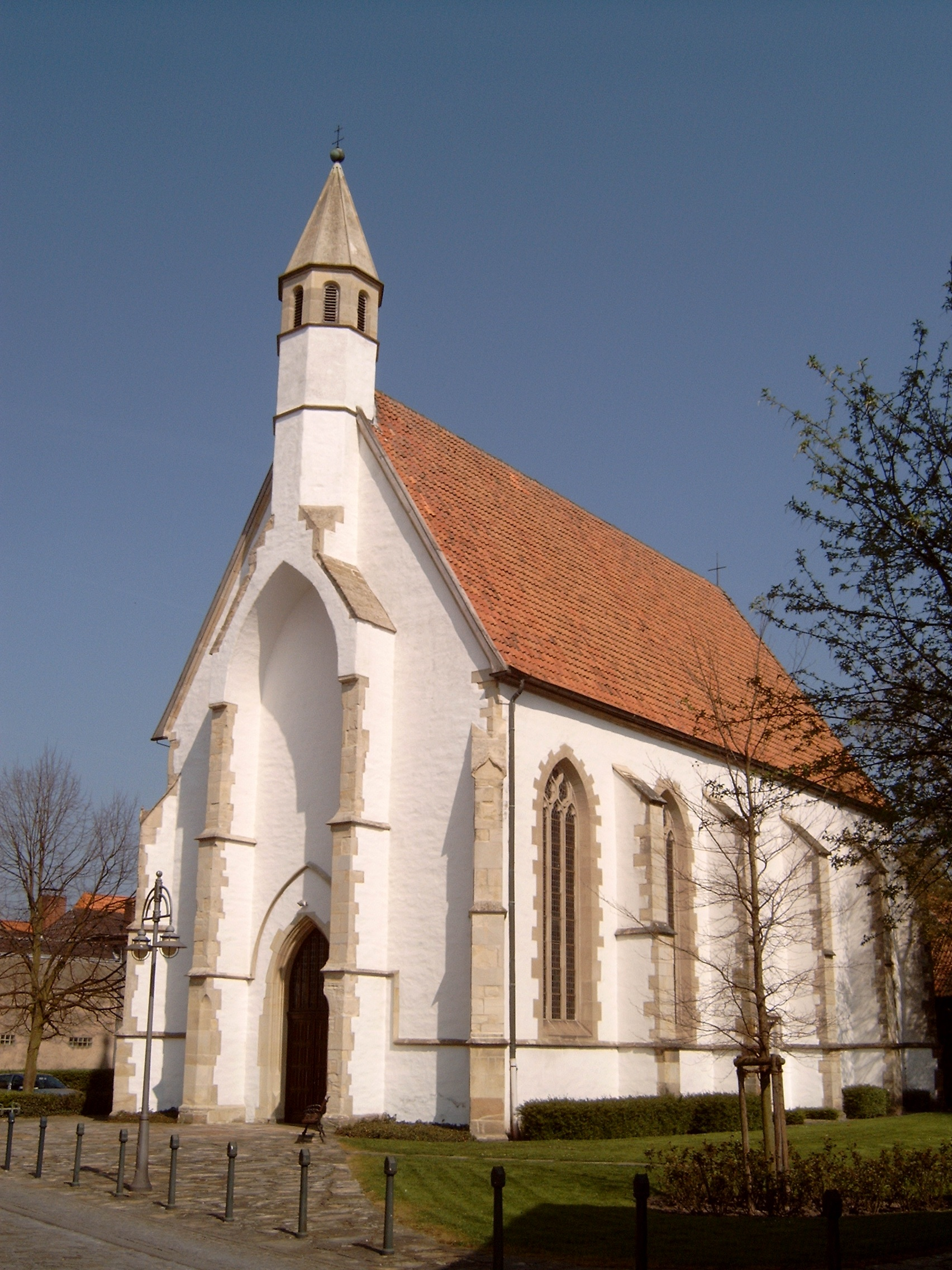
Nhà thờ ở Steinfurt

Steinfurt là một đô thị ở huyện Steinfurt, trong Nordrhein-Westfalen, Đức. 

## Các đô thị giáp ranh
Steinfurt borders Ochtrup, Wettringen, Neuenkirchen, Emsdetten, Nordwalde, Altenberge, Laer, Horstmar và Metelen.

## Các khu phố
| - Borghorst - Dumte - Wilmsberg - Ostendorf | - Burgsteinfurt - Hollich - Sellen - Veltrup |